# Menhir von Istha
Der Menhir von Istha ist ein verzierter vorgeschichtlicher Menhir aus Istha, einem Ortsteil von Wolfhagen im Landkreis Kassel in Hessen. Er wurde 1969 entdeckt und befindet sich heute im Regionalmuseum Wolfhager Land.

## Lage
Der Stein wurde 1969 beim Pflügen entdeckt. Er befand sich in Hanglage südöstlich von Istha, nördlich der ehemaligen Landstraße nach Martinhagen bei der Wüstung Herbshausen. In der Nähe der Fundstelle sollen sich im Boden weitere große, ortsfremde Sandsteinblöcke befinden.

## Beschreibung
Der Menhir wurde mit der Bildseite nach unten vorgefunden. Er besteht aus quarzhaltigem Sandstein und ist nur unvollständig erhalten. Er ist pyramidenförmig und weist am oberen und unteren Ende Bruchkanten auf. Das erhaltene Bruchstück hat eine Höhe von 94 cm, eine Breite von 71 cm und eine Dicke von 32 cm. Auf einer Breitseite weist der Stein eine eingravierte bildliche Darstellung auf: Am unteren Rand ist ein großer Kreis abgebildet, der mittig durch ein schräg von links oben nach rechts unten verlaufendes schmales Rechteck überlagert wird. In der oberen Hälfte des Kreises befinden sich zwei kleinere Kreise, die in ihrer Mitte kleine Löcher aufweisen (die Löcher könnten allerdings auch natürlich entstanden sein). Oberhalb des großen Kreises schließt sich in der Mitte des Steins eine hufeisenförmige Struktur an. Von dieser geht wiederum links eine kurze Linie ab, die an ihrem Ende zwei deutlich dünner ausgeführte Leiterbänder aufweist.
Die Darstellung ähnelt denen auf einer Reihe weiterer verzierter Steine, etwa einer Platte aus dem nicht weit entfernten Galeriegrab Züschen I oder mehreren Menhiren aus Sachsen-Anhalt (bspw. Schafstädt und Pfützthal) und dürfte daher ins Endneolithikum oder die frühe Bronzezeit einzuordnen sein. Es könnte sich um eine stark stilisierte Darstellung eines Menschen handeln, der einen Schultergurt trägt, welcher über einen Schild oder einen Schmuckgegenstand führt. Nach Fritz-Rudolf Herrmann und Albrecht Jockenhövel passt die Darstellung am ehesten in die frühe Bronzezeit, aber auch eine Datierung in die Latènezeit ist nicht auszuschließen.